# Ruta europea E40
La ruta europea E40 es una carretera que forma parte de la Red de Carreteras Europeas. Comienza en Calais ( Francia) y finaliza en Ridder ( Kazajistán), atravesando  Bélgica,  Alemania,  Polonia,  Ucrania,  Rusia,  Kazajistán,  Uzbekistán,  Turkmenistán y  Kirguistán. Tiene una longitud de 8.300 km y es por tanto la ruta europea más larga, con una orientación de este a oeste.

## Galería

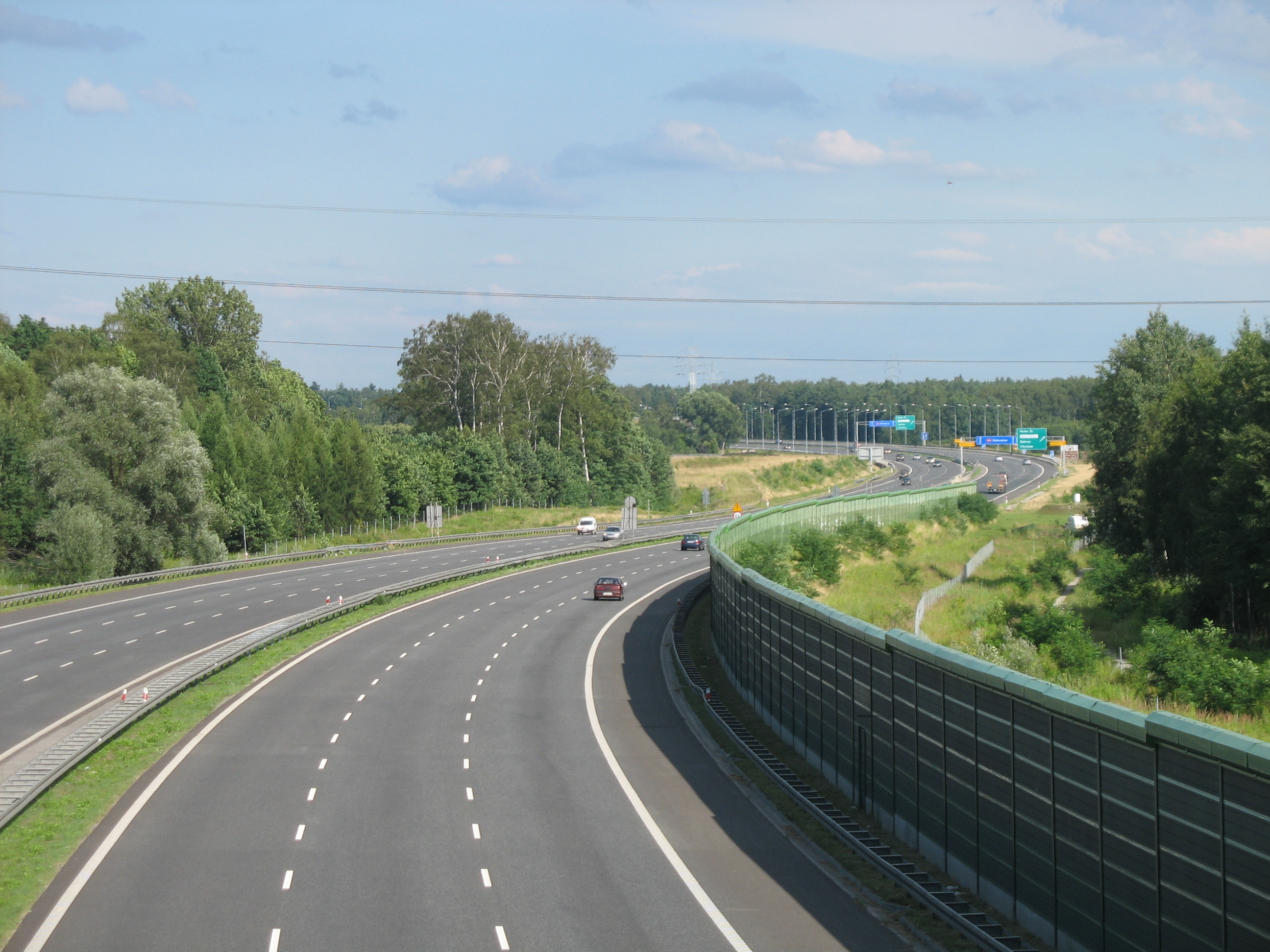
En Zabrze, Polonia.
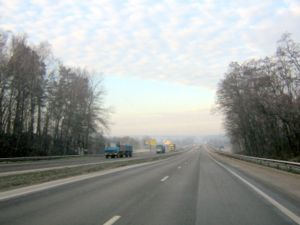
La E 40 en Kiev-Zytomyr, Ucrania.
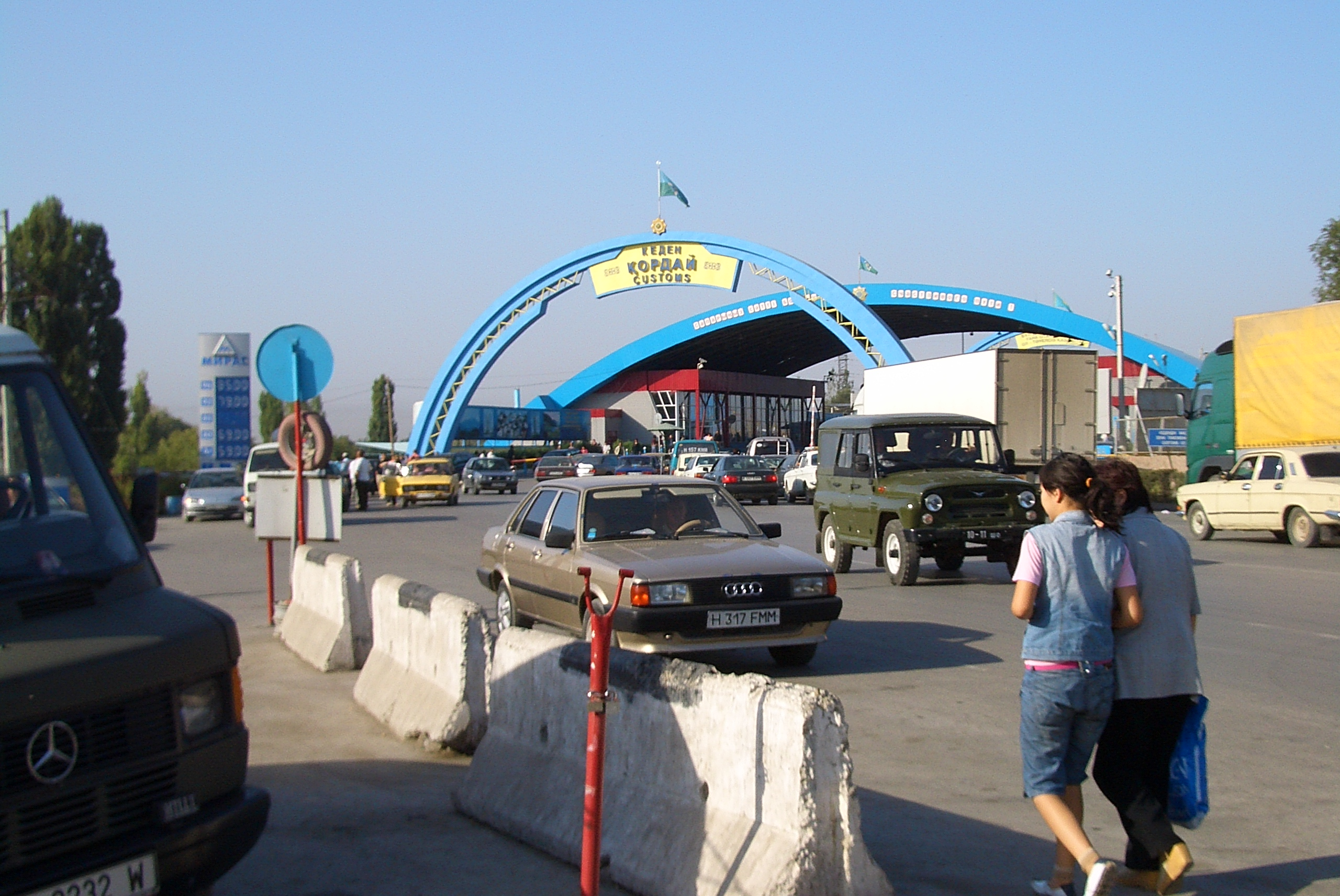
En Kazakh-Kyrgyz (Korday).
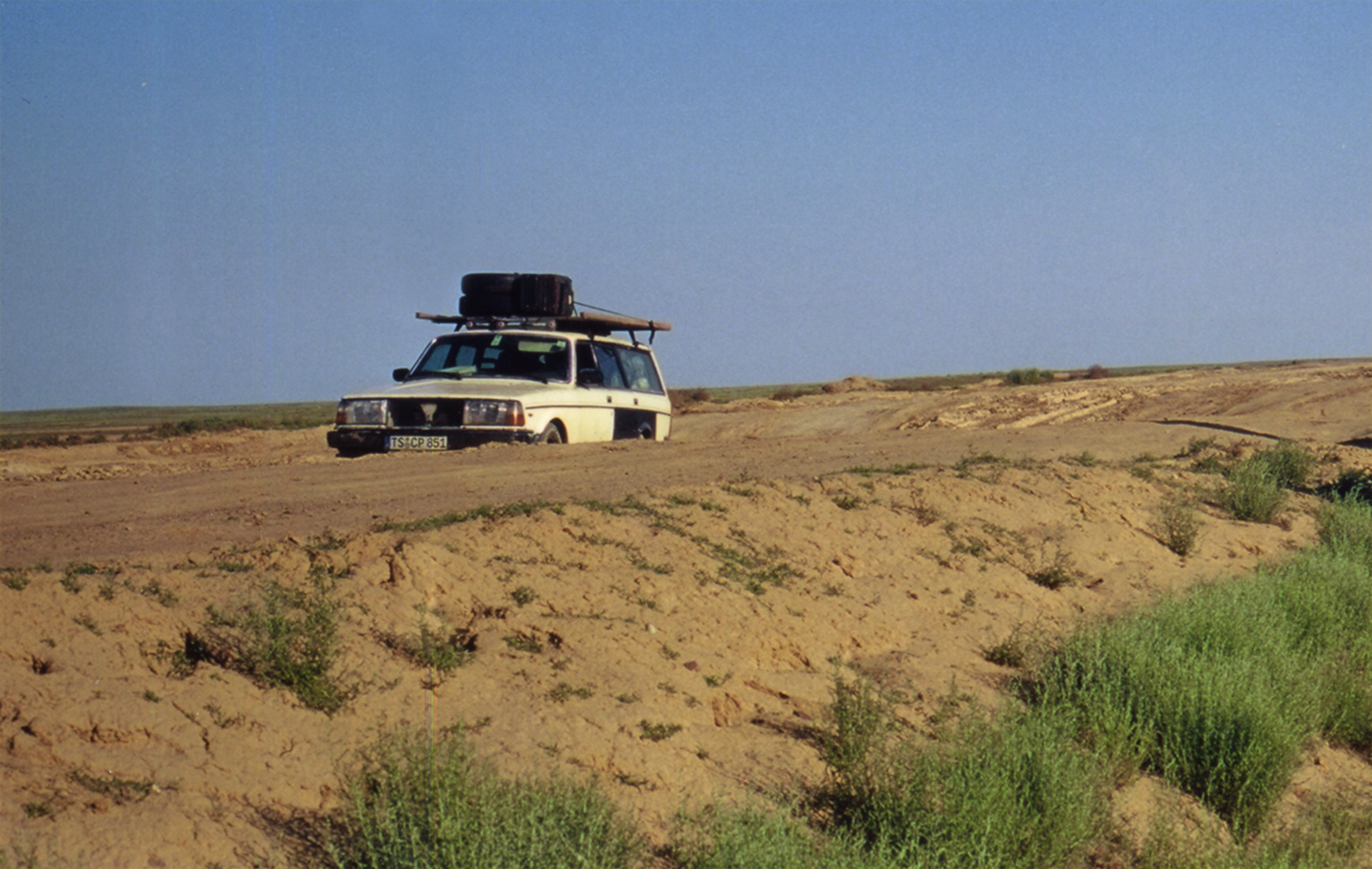
Entre Beyneu (Kazajistán) y Kungrad (Uzbekistán).